# Приморка II

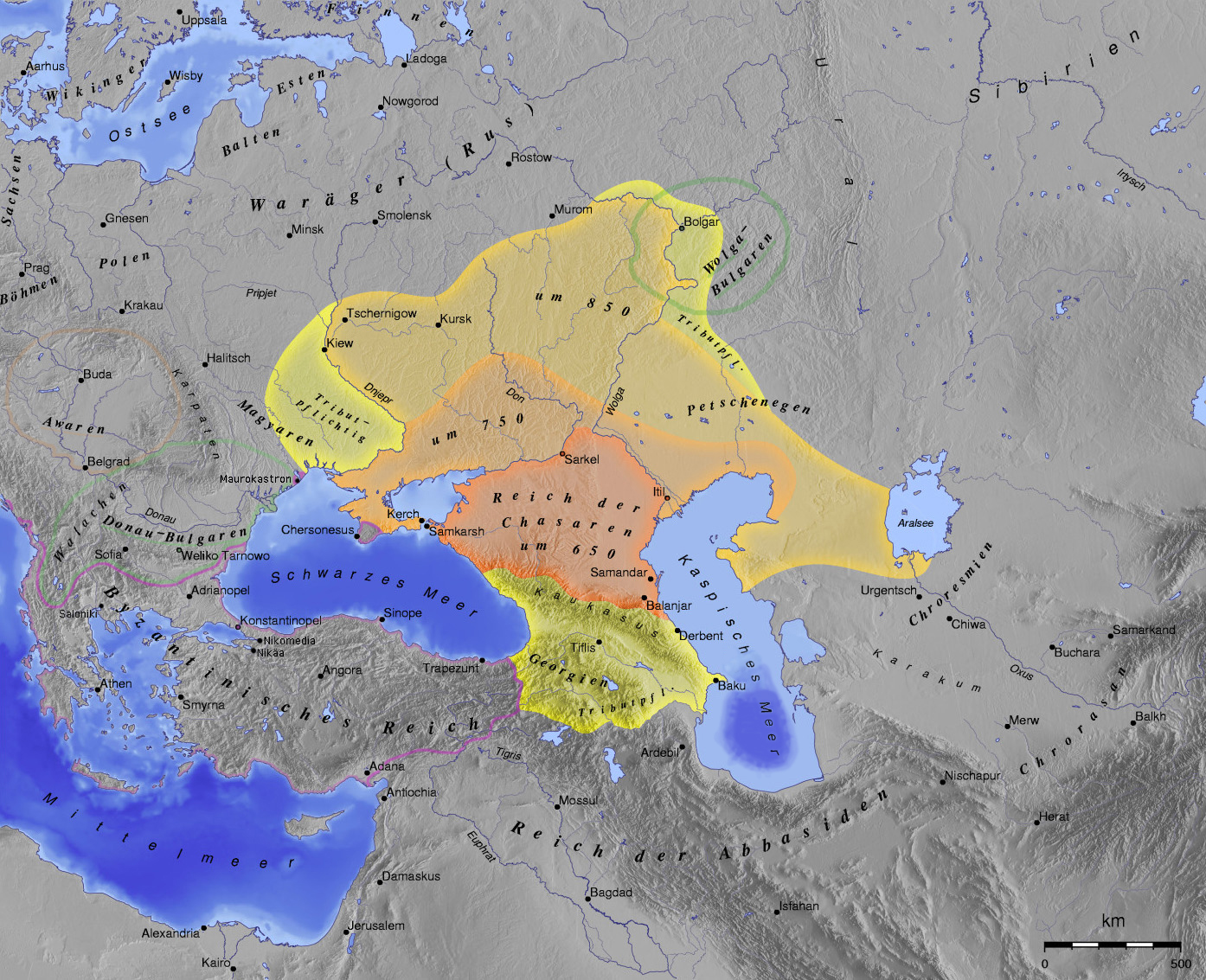
Хазарский каганат

 Приморка — поселение древних времен c эпохи бронзового века  (XX-XVII век до нашей эры) до золотоордынского времени (XIV век нашей эры), расположенное около 1 км к северо-западу от с. Приморка, Неклиновского района Ростовской области. Открыто в 2007 году.  Согласно Постановлению Главы Администрации Ростовской области от 14.03.1994 № 69 относится к объектам культурного наследия регионального значения.	

## История
Ростовская область с древности была плотно заселена. Место на северо-западе устья балки Манучкина, где обнаружено поселение в Неклиновской районе, было заселено с бронзового века, при Хазарском каганате и в другие времена.
Раскопки на территории поселения общей площадью 1440 м² проводились в 2007 году. В этом уникальном поселении было раскопано четыре культурных слоя. Больше всего археологов, исследовавших Приморку II, интересовал слой поселения бронзового периода развития человечества. От времени поздней бронзе была раскопана яма, представляющая собой древний колодец.
2000 лет до нашей эры на Дону была распространена срубная культура (XVIII—XII века до нашей эры), скорее всего пришедшая сюда из Сибири. Постепенно кочевое животноводство переходило в оседлую форму пастушьего направления. В Ростовских степях появились большие поселения. Людьми постепенно осваивалось  земледелие и бронзовая металлургия. В слое срубной культуры археологи обнаружили остатки четырёх каменных строений. Люди в бронзовом веке делали строения из камня, а во время салтово-маяцкой культуры появились более теплые полуземляночные турлучные строения. Это можно объяснить похолоданием климата.
Самый нижний слой является переходным между средней и поздней бронзой (XX-XVII века до нашей эры). Здесь было раскопано наземное сооружение прямоугольной формы, окружённое рвом, представляющее собой древнее святилище, фрагменты многовалковой орнаментированной керамики. На месте раскопок бронзового культурного слоя были найдены предметы и фрагменты из кремния и кости.
Культурный слой хазарского времени (650—969) в средневековом государстве, созданном кочевым народом хазарами, принадлежит к салтово-маяцкой культуре. От этого времени в  поселении были обнаружены: фрагменты лепных горшков, крымских амфор, бытовые гончарные изделия, керамическая жаровня, диаметр которой составляет 60 см. Всего во время раскопок 2007 года археологами было раскопано и исследовано четырнадцать бытовых ям хазарского времени. В одной из ям найдена керамика древнего Азака.
Верхний слой древнего поселения относится к золотоордынскому времени (XIV век нашей эры). В нём было обнаружено много предметов столовой гончарной керамики, элементы амфор и др.